# Застава Белоруске ССР
Застава Белоруске ССР је усвојена 25. децембра 1951. године одлуком владе Белоруске ССР. Пре те заставе, застава је била скроз црвена (1919, док је постојала Литванско-Белоруска ССР), затим јој је додата ћирилична скраћеница ССРБ (1919—1937), а касније и срп и чекић и петокрака звезда (1937—1951).
Застава је била у употреби до 1991. када је замењена данашњом заставом Белорусије која није много променила изглед.

## Историјске заставе
- 1919
- 1919–1927
- 1927–1937
- 1937–1951